# Joan Praetorius
Joan Praetorius (jr.) (Bussum, 3 juni 1899 - 1984) was de eerste Nederlandse couturier die onder zijn eigen naam een modehuis begon. Het hoogtepunt van zijn korte maar zeer bloeiende carrière lag in de jaren 1927-1932. Voor Koningin Wilhelmina, prinses Juliana en koningin-moeder Emma maakte hij in totaal 120 ontwerpen waarvan een aantal is uitgevoerd.

## Jeugd
Joan was de tweede zoon van Joan Praetorius sr. (1858-1934) en Elisabeth Jacoba Juda (1870-1933). Joan sr. was commissionair in effecten bij Praetorius & Zn. Joan jr. groeide op in Hilversum en Amsterdam waar hij aanvankelijk de Handelsschool bezocht. In oktober 1918 deed hij toelatingsexamen aan de Rijksakademie van beeldende kunsten in Amsterdam maar hij maakte deze opleiding niet af.

Zijn interesse ging vooral uit naar portretschilderen maar daar was niet zoo veel mee te verdienen zodat hij aanvankelijk in zijn levensonderhoud voorzag met grafische ontwerpen in sprekende kleuren. Zo ontwierp hij koffieverpakkingen voor Albert Heijn, koekwikkels in art-decostijl voor Lensvelt Nicola in Den Haag en voerde hij diverse opdrachten uit voor theater en revue.

## Parijs
Als jongen ontwierp hij weleens jurken voor zijn moeder maar nadat hij zijn toekomstige vrouw Gerardina Louise Doornaar (1895-1982) had ontmoet, werd zijn interesse voor mode ontwerpen pas echt gewekt. Hij ging voor haar kleding ontwerpen en zij stimuleerde hem daarin. Op 11 november 1925 traden zij in Amsterdam in het huwelijk. Samen vertrokken zij naar Parijs waar zij in januari 1926 hun opleidingen afrondden aan de École Pigier met het 'diplôme de coupe' en 'diplôme de mode'. Daarna volgden zij ook nog een cursus hoeden maken.

Joan Praetorius probeerde emplooi te vinden bij gerespecteerde couturiers als Poiret, Redfern, Premet, Worth en Molyneux. Zij waren zeer geïnteresseerd maar hij werd nergens aangenomen omdat zij zijn talent herkenden en bang waren voor concurrentie. Wel wilden zij graag zijn ontwerpen kopen en onder hun eigen naam uitvoeren maar dat weigerde hij.

## Amsterdam
In 1927 wilden Joan Praetorius en zijn vrouw in Amsterdam hun droom gaan verwezenlijken: een eigen couture-huis. Zij overwogen om dit onder hun eigen naam te doen: 'Joan & Louise' maar het werd 'Salon de Haute Couture', geopend in het najaar van 1927 aan het Surinameplein in Amsterdam.

April 1928 hielden zij hun eerste modeshow in Huize Couturier aan de Keizersgracht 674 (thans Museum Van Loon) en in het najaar hun tweede in Hotel de l'Europe. In de pers kregen zij lovende recensies en het aantal bestellingen nam gestaag toe.

## Den Haag
In december 1928 verhuisden zij naar Den Haag, omdat ... de Haagsche vrouwen mijn exclusieve toiletten beter begrepen. De modeshow die zij op 1 november 1928 in Hotel De Twee Steden aan het Buitenhof 20 hadden gehouden, trok grote belangstelling en was een succes.

Zij huurden een benedenwoning aan de Weissenbruchstraat waar zij ook hun atelier en salon hielden. Al snel wisten zij een ruime klantenkring op te bouwen: clientèle uit Amsterdam, Haarlem, Leiden, Baarn en andere plaatsen in het Gooi, Rotterdam en natuurlijk uit de Residentie zelf. Hiertoe behoorden ook koningin Wilhelmina, prinses Juliana en koningin-moeder Emma. Hij voerde ook modeontwerpen uit voor enkele klanten uit de theaterwereld zoals 'de Nederlandse Mistinguett' Louisette en Emma Morel.

## Koninklijk Huis
In 1929 had Joan Praetorius een aantal voorstellen voor ontwerpen afgegeven bij Paleis Noordeinde; negen voor koningin Wilhelmina en zeven voor prinses Juliana. Die vielen in de smaak want in mei van dat jaar volgde de eerste bestelling van koningin-moeder Emma, gevolgd door opdrachten voor de koningin en prinses Juliana..

De faam van de opdrachten voor het koninklijk huis droeg bij aan de landelijke bekendheid en waardering voor de ontwerpen van Joan Praetorius. Zijn klantenbestand groeide en hij gaf verscheidene modeshows die goed werden ontvangen. Maar de crisis van de jaren dertig gooide roet in het eten. Koningin Wilhelmina liet Praetorius persoonlijk weten: "Ik wil het u zelf zeggen. Ik geef geen ontvangsten meer en heb dus ook geen kleding meer van u nodig. Het geld dat ik bespaar, gaat naar het crisiscomité. Ik wil niet feestvieren als er een crisis is."

Niet alleen vielen de bestellingen van het hof weg, maar ook die van degenen die de hofpartijen bezochten. De goede Haagse klanten lieten oudere ontwerpen vermaken of gebruikten die voor een nieuwe japon.

Omdat de situatie in Den Haag op korte termijn niet zou verbeteren speelden het echtpaar in 1931 met het idee om zich opnieuw in Parijs te vestigen, maar kennelijk is dit niet ten uitvoer gebracht. In 1932 besloten zij met hun twee dochters terug te verhuizen naar Amsterdam. In 1933 zou daar hun derde dochter geboren worden.

## Na 1932
Vrijwel direct na aankomst in Amsterdam gaf Praetorius een modeshow in Hotel de l'Europe maar ook in Amsterdam bleek het niet makkelijk om voet aan de grond te krijgen. Hij verlaagde zijn prijzen zozeer dat hij kon concurreren met de confectiemode maar in 1933 kreeg hij zijn laatste opdracht.

In 1934 kwamen de ouders van Praetorius kort na elkaar te overlijden en door de erfenis die hem ten deel viel, waren de geldzorgen over. Het gezin verhuisde naar Heiloo waar Joan Praetorius zich voortaan toelegde op de schilder- en tekenkunst.

## Stijl
In zijn Parijse tijd zijn Praetorius' ontwerpen nog wat rechtlijnig maar in zijn Haagse en Amsterdamse tijd werkte hij meer met plooival en draperieën. Ook paste hij in zijn beginjaren vaak een dessin in de kleding toe zoals een geruite stof. In zijn latere ontwerpen speelde hij vooral met effen stoffen waarbij hij de kracht van contrasterend kleurgebruik uitbuitte.

Over de roklengte, die in de jaren twintig korter was dan ooit tevoren, zei Praetorius: Dat vind ik on-aesthetisch. De mode van de robe-chemise heb ik altijd afschuwelijk gevonden. ... De schoonheid van de Hollandsche vrouw werd met dat rechte model te kort gedaan. Hij wilde met zijn ontwerpen juist voor elke vrouwenfiguur de pluspunten benadrukken, of zoals hij zelf aangaf: ieder figuur vraagt weer om een andere nuance. Daarom copieer ik nooit; elk toilet dat mijn huis verlaat, is een unicum.

Hij hanteerde een persoonlijke filosofie voor het ontwerpen van kleding voor vrouwen. De vrouw zelf vormde zijn uitgangspunt. Hij beschouwde het als zijn taak om een passend toilet voor haar te ontwerpen, zodanig, dat al haar bekoorlijkheden tot uitdrukking kwamen. Daarbij streeft hij ernaar dat zowel de vrouw, als de kleur van de stof en het materiaal zelf tot hun recht zouden komen. Het model wordt ontworpen voor een bepaalde dame, en met het model weet ik ook, hoe de kleur en stof moeten zijn. Ik drapeerde het liefst op de persoon zelf. En nu is het mijn taak al het mooie van de vrouw naar voren te brengen en het minder mooie te camoufleren. De Hollandsche vrouw is zoo mooi, maar ze weet 't zelf dikwijls niet, maar zij heeft een héél aparte charme en als ze wil, kan ze buitengewoon gracieus zijn.

Praetorius had een zeer goed ontwikkeld gevoel om te voorspellen hoe de mode zich zou ontwikkelen. Doordat hij trends zo goed voelde aankomen, merkt hij dikwijls bij andere ontwerpers een ontwikkeling op, die hij al eerder had bedacht. Dit zou hem en zijn vrouw hun hele leven enigszins bitter stemmen, elke keer als zij in een etalage creaties van een ander zagen, die Praetorius al enige tijd daarvoor had bedacht.

## Nalatenschap
Het Gemeentemuseum Den Haag verwierf in 2004 meer dan 250 ontwerptekeningen van Joan Praetorius uit de periode 1928-1932, toen hij werkzaam was in Den Haag. Daarnaast vroegere tekeningen uit de jaren 1926-1928; de tijd dat hij eerst in Parijs en vervolgens in Amsterdam woonde en werkte. Deze tekeningen zijn uitgevoerd in aquarel en gouache met Oost-Indische inkt. Voorts alle 120 bewaard gebleven ontwerpen die Praetorius voor het Nederlandse koningshuis maakte. Tot dit archief behoren ook het kasboek, 19 schetsboekjes, een visitekaartje, enkele originele foto's van zijn werk, de Parijse diploma's en zijn 'recensieboek'.